# Di (département)
Pour les articles homonymes, voir Di.
Di est un département et une commune rurale de la province de Sourou, situé dans la région de la Boucle du Mouhoun au Burkina Faso. Il compte en 2006, 23 863 habitants.

## Villages
Le département et la commune rurale de Di comprend 17 villages, dont le chef-lieu (données de population du recensement de 2006) :
- Benkadi (2 546 habitants)
- Bossé (2 767 habitants)
- Bouna (1 652 habitants)
- Débé (5 236 habitants)
- Di (744 habitants, chef-lieu)
- Donon (599 habitants)
- Koromé (214 habitants)
- Lo (201 habitants)
- Niassan (4 512 habitants)
- Niassari (161 habitants)
- Oué (2 084 habitants)
- Poro (1 151 habitants)
- Poura (868 habitants)
- Toma-Ilé (527 habitants)
- Toma-Koura (212 habitants)
- Tourou (330 habitants)
- Touroukoro (59 habitants)